# 柏高·艾卡沙
法蘭斯古·艾卡沙·加西亞（西班牙語：Francisco Alcácer García；1993年8月30日—），通常稱為柏高·艾卡沙（西班牙語：Paco Alcácer，發音：[ˈpako alˈkaθeɾ]），是一名西班牙足球運動員，擔任前鋒，現在效力於阿聯酋阿拉伯海灣聯賽球會沙迦。

## 職業生涯

### 華倫西亞
艾卡沙是華倫西亞的青訓產品。於2010年，他在2010年17歲以下歐洲國家盃的表現非常出色。吸引了各大球會對他產生興趣，當中包括皇家馬德里、巴塞隆拿、車路士、阿仙奴、國際米蘭、AC米蘭等。但艾卡沙仍然希望繼續留在華倫西亞效力。2010/11賽季，他被提升至一隊。
2010年11月11日，艾卡沙首次為華倫西亞一隊正式比賽，正選上陣參加西班牙盃主場對洛格羅涅斯的賽事。
2011年8月12日，艾卡沙首次參加在馬斯泰拿球場舉行的橙盃對羅馬，在比賽中射入了為華倫西亞效力的第一球。在比賽完結後，陪同到馬斯泰拿球場觀看比賽的父親在離球場不遠處因心臟病發作，搶救無效逝世。
2011年11月，艾卡沙與華倫西亞續約至2016年，解約金提升至3000萬歐元。
2012年1月14日，艾卡沙正式在西甲賽場亮相，在作客的比賽最後約二十分鐘的時候入替。
2012/13賽季，艾卡沙被外借至另一間西甲球會。

### 基達菲（外借）
2013年1月7日，艾卡沙於作客華拉度列的比賽中，射入自己職業生涯的第一個西甲入球。

### 華倫西亞
2013/14賽季，艾卡沙返回母會華倫西亞效力。2013年10月3日，艾卡沙在作客庫班的歐霸盃比賽中，射入自己為華倫西亞效力的第一個正式比賽入球。2014年1月25日，在主場愛斯賓奴的比賽中，射入自己為華倫西亞效力的第一個西甲入球。2014年2月1日，艾卡沙跟隨球隊作客前往兩年都没有在魯營球場的聯賽比賽上輸波的巴塞隆拿，他替華倫西亞射入第3個入球，協助球隊獲勝2:3。2014年2月8日，在主場皇家貝迪斯的比賽中，射入2個西甲入球。連續3週西甲聯賽中取得入球，球迷對艾卡沙的成長都感到非常欣慰。
但是作為瓦倫西亞青訓出身同時成為瓦倫西亞史上最年輕隊長的艾卡沙卻在2016-17賽季初期執意投效巴薩，使瓦倫西亞球迷非常不諒解，作出焚燒球衣等激烈舉動表達不滿。

### 巴塞隆拿
2016年轉會至西甲球队巴塞隆拿，轉會費為3200萬歐元。

### 多特蒙德
2018年7月，艾卡沙被巴塞隆拿外借到多特蒙德，為期一年。多特蒙德可以選擇於租借期完結後以2300萬歐買元斷艾卡沙。随后艾卡沙於多特蒙德表現良好，破了多項德甲記錄，所以多特蒙德於2019年冬季轉會窗以2300萬歐元買斷艾卡沙。

### 維拉利爾
艾卡沙當時以甚高的轉會費轉投維拉利爾， 初時表現甚佳，及後由於傷患困擾，表現浮沉，復出後數場後又再傷出高掛免戰牌，未能重拾最佳狀態。

## 國家隊
艾卡沙是西班牙17歲以下國家足球隊主力成員，他被徵召參加在列支敦士登舉行的2010年17歲以下歐洲國家盃，並在5場賽事中攻入6球，帶領球隊殺入決賽。可惜在決賽中不幸地不敵英格蘭，錯失了冠軍獎牌。但他仍然奪得該項賽事的神射手獎。
在羅馬尼亞舉行的2011年19歲以下歐洲國家盃，17歲的艾卡沙亦被徵召參加。雖然只是擔任後備角色，卻是該項賽事最搶眼的球員。後備上陣4次共160分鐘就攻入3球。3球分別是在分組賽第一場對比利時後備入替10分鐘射入為球隊反勝的一球及在決賽對捷克加時落後1:2的情況下射入板平及致勝的入球。艾卡沙無可否認地成為球隊今次奪冠的頭號功臣。
在愛沙尼亞舉行的2012年19歲以下歐洲國家盃。雖然同樣只是擔任後備角色，但仍取得2個入球。

## 国家队进球
日期	球场	对手	即时比分	最终比分	比赛性质	备注

1.	14年9月9日	瓦伦西亚市政球场/西班牙	马其顿	2−0	5−1	16欧预赛	

2.	14年10月9日	Štadión pod Dubňom, Žilina, Slovakia	斯洛伐克	1−1	1−2	16欧预赛	

3.	14年10月12日	Josy Barthel, Luxembourg, Luxembourg	卢森堡	2−0	4−0	16欧预赛	

4.	15年6月11日	Reino de León, León, Spain	哥斯达黎加	1−1	2−1	友谊赛	

5.  15年10月9日	Las Gaunas球场/西班牙	卢森堡	2−0 、 3−0	4−0	16欧预赛

## 榮譽
- 西班牙17歲以下國家足球隊
  - 2010年17歲以下歐洲國家盃
    - 亞軍
    - 神射手
- 西班牙19歲以下國家足球隊
  - 2011年19歲以下歐洲國家盃
    - 冠軍

  - 2012年19歲以下歐洲國家盃
    - 冠軍
- 華倫西亞
  - 西班牙少年聯賽第七組
    - 冠軍 2009/10

  - 西班牙地區聯賽第六組
    - 冠軍 2010/11

 比利亞雷阿爾
- 欧足联欧洲联赛冠軍：2020–21賽季[3]

## 外部連結
- 華倫西亞官方網頁球員簡介 （页面存档备份，存于） （西班牙文）
- UEFA.com Paco Profile （页面存档备份，存于） （英文）
- 超級體育 球員專題專題 （页面存档备份，存于） （西班牙文）
- Soccerway資料庫：柏高·艾卡沙